# Praga 14
Praga 14 – dzielnica Pragi rozciągająca się na wschód od centrum miasta, na wschód od Wełtawy. Składa się z mniejszych dzielnic: Hloubětín, Kyje, Černý Most, Hostavice.
Obszar dzielnicy wynosi 13,53 km² i jest zamieszkiwany przez 44 639 mieszkańców (2008).